# Otto de Brito Guerra
Otto de Brito Guerra (Mossoró, 2 de julho de 1912 - Natal, 16 de março de 1996) foi um político e advogado brasileiro, formado pela Faculdade de Direito de Recife. 

## Biografia
Era filho do Magistrado Felipe Neri de Brito Guerra e de Maria Gurgel de Brito Guerra, de tradicional família de juristas no Estado. Entre 1926 e 1929, estudou no Atheneu Norte-Rio-Grandense, em Natal-RN, onde conclui o curso secundário. Nesta instituição, foi aluno da primeira turma de Luís da Câmara Cascudo, que o influenciou a aderir ao integralismo potiguar, contudo, essa adesão foi breve e o próprio Otto a definiu como sendo um namorico.
Em 1930, ingressou na Faculdade de Direito do Recife. Concluiu o curso em dezembro de 1933.
Com aproximadamente vinte anos de idade, entre 1933 e 1935, foi Chefe de Gabinete e Secretário do Interventor Mário Câmara. Ainda em 1935, tornou-se o 2º Promotor Público de Natal, cargo que exerceu até 1939. Nos anos posteriores foi nomeado Delegado Seccional do Serviço Nacional de Recenseamento, Consultor Jurídico e Diretor do Departamento das Municipalidades, Diretor do Departamento Estadual de Reeducação e Assistência Social, Chefe da Seção de Assistência Judiciária da LBA. Por fim, tornou-se Superintendente da LBA do Rio Grande do Norte (1945).
Em 1948, ascendeu ao cargo de Procurador e Advogado da Caixa Econômica Federal do Rio Grande do Norte. Anos depois, em 1951, tornou-se Procurador Geral do Estado durante os primeiros meses do ano, no Governo de Dix-Sept Rosado.
Atuante na campanha pela criação de cursos universitários em Natal, foi um dos fundadores da Escola de Serviço Social do Natal, da Faculdade de Direito de Natal (Curso de Direito da UFRN) e da Universidade Federal do Rio Grande do Norte, sendo o 1º vice-reitor da Instituição. Lecionou na Escola de Serviço Social, na Faculdade de Filosofia, Ciências e Letras de Natal, na Escola de Sociologia e Política da FJA e na Faculdade de Direito da UFRN, juntamente com Floriano Cavalcanti de Albuquerque e Manoel Varela de Albuquerque.
Fez parte da Academia Norte- Riograndense de Letras, do Instituto Histórico e Geográfico do Rio Grande do Norte; foi um dos fundadores da Academia Norte-Riograndense de Ciências; da Associação de Apoio as Comunidades do Campo do Rio Grande do Norte – AACC; membro do Conselho Diretor da Fundação Paz na Terra; fez parte da Comissão sobre Direito das Crianças; Adolescentes e Deficientes da OAB/RN e do Conselho Estadual de Cultura.
Como jornalista foi um dos primeiros diretores do Jornal A Ordem. Atuou também na Tribuna do Norte, n'A República e no Diário de Natal. Na política, concorreu ao Senado Federal, mas foi derrotado por Dinarte Mariz. 
Já como ativista político, por um breve período foi adepto do Integralismo , chegando a participar da Ação Integralista Brasileira (AIB), em seu núcleo provincial do RN, no período de 1933 a 1938. Tendo como companheiros no Integralismo pessoas como Câmara Cascudo e outros intelectuais que aderiram ao que na época foi uma espécie de modismo. 
Em dezembro de 1954, tornou-se Professor de Direito Civil (Direito de Família e Sucessões) da UFRN, participando da primeira composição do Corpo Docente da Faculdade de Direito de Natal (também conhecida como Faculdade da Ribeira). Entre os anos 1956 e 1958, foi Vice-Diretor da Faculdade de Direito de Natal. E em 1962 foi Diretor da mesma Faculdade. 
Durante o Regime Militar, atuou como advogado de presos políticos. Por essa razão, foi reconhecido pela Ordem dos Advogados do Brasil como importante defensor dos direitos humanos em várias homenagens póstumas. 
Na administração universitária, é reconhecido como um dos maiores entusiastas e colaboradores para a consolidação da Universidade Federal do Rio Grande do Norte. Além de Diretor da Faculdade de Direito, foi Vice-Reitor e assumiu como Reitor da Universidade em diferentes ocasiões, por aliança com Onofre Lopes.

## Publicações
- Vida e Morte do Nordestino: análise retrospectiva, 1989.
- Tragédia e epopéia nordestina, 1983.
- O desenvolvimento a serviço do homem, 1973.